# إرمنغول الأول كونت أورغل
إرمنغول الأول (974–1010) الملقب بالقرطبي هو كونت أورغل من عام 992 إلى وفاته، وهو الابن الثاني لبورل الثاني كونت برشلونة من زوجته الأولى ليتغاردا، ويعد إرمنغول الكونت الثاني لأورغل.
كان أرمنغول منفتحًا على أوروبا بعد أن قام برحلتين إلى روما عامي 998 و 1001. كما شجع نبلائه على الحج إلى شنت ياقب أو لو بوي. وسعى كذلك لإقامة العدالة بين الجميع. بدأ أيضًا في إعادة تأكيد سلطته على القلاع النائية في مملكته، التي كانت تحت التصرف المستقل من قبل ملاكها.
كما شنّ أيضًا حربًا ضروسًا ضد الدولة الأموية في الأندلس. ففي عام 1003، تعرضت كونتيته للغزو من قبل الحاجب المظفر. وبمساعدة من ريموند بورل وبرنار الأول كونت بيسالو وويفريد الثاني كونت سردانيا، هزموا المظفر في معركة تورا، ثم في معركة ألبيسا. إلا أنه المظفر أسر إرمنغول خلال حملة انتقامية في الصيف، ولكنه أطلقه في مارس 1004. وفي عام 1008، قاد عدة حملات ناجحة على المسلمين. وفي عام 1010، شارك في حملة أخيه ريموند بورل على قرطبة نفسها. وتوفي بالقرب من كاستيل دي باثار عن عمر 37 عامًا.

## أسرته
قبل 10 يوليو 1000، تزوج إرمنغول تيتبرغا ابنة أرتود الأول كونت فوريث، إلا أنها توفيت بين 7 أبريل و 3 نوفمبر 1005، حيث ورد ذكر زوجة إرمنغول الثانية. تزوج إرمنغول ثانيةً من غيسيلا، وأنجب منها ولديه:
- إرمنغول الثاني خليفة أبيه.
- إرميسندا التي تزوجت قبل 1029 من ريموند الثالث كونت بليارش السفلى.